# Fotis Benardo
Fotis Benardo właściwie Fotis Janakopulos (ur. 24 maja 1980 w Salonikach) – grecki perkusista, a także inżynier dźwięku i producent muzyczny. Fotis Benardo znany jest przede wszystkim z występów w symfoniczo-metalowym zespole Septicflesh, którego był członkiem w latach 2003 i 2007-2014. Od 2007 roku występuje w zespole Necromantia, natomiast od 2010 jest członkiem Chaostar i SixforNine. Jest także członkiem grupy Double Square. Jako muzyk koncertowy współpracował z zespołami Firewind i Nordor. Był także członkiem zespołów Dream Devoid, InnerWish, Nightrage i The Devilworx, współpracował ponadto z instrumentalistą Bobem Katsionisem.
Z kolei jako producent i inżynier dźwięku współpracował z takimi formacjami jak: Aherusia, Akrotheism, Dimlight, Disolvo, Endsight, Enshadowed, Fallen Arise, InnerWish, Karma Violens, Naer Mataron, Nordor, Valet Parn, W.E.B. oraz Wolfcry. Na stałe związany z DevasoundZ Studios w Atenach.
Muzyk jest endorserem firm Masterwork Cymbals, Mapex oraz Monolit Czarcie Kopyto.

## Wybrana dyskografia
- Dream Devoid - Aeons of Forgetfulness (2002, Steel Gallery Records)
- Bob Katsionis - Imaginary Force (2004, Lion Music)
- Necromantia - The Sound of Lucifer Storming Heaven (2007, Dockyard 1 Records)
- Septicflesh - Communion (2008, Season of Mist)
- Inner Wish - No Turning Back (2010, Ulterium Records)[15]
- Septicflesh - The Great Mass (2011, Season of Mist)
- Chaostar - Anomima (2013, Season of Mist)
- Septicflesh - Titan (2014, Season of Mist)
- Rotting Christ - Rituals (2016, Season of Mist, gościnnie)[16]